# 伟人布鲁诺
布鲁诺一世（德語：Bruno I，925年5月—965年10月11日），科隆大主教、洛林公爵。

## 生平
布鲁诺一世是東法蘭克國王亨利一世与其第二任妻子林格罕的瑪蒂爾達的幼子。作为国王幼子，自幼其就已经被决定須从事圣职。940年代初期，布鲁诺在特里尔接受当时最负盛名的学者—伊萨的教育 。951年，奥托一世任命布鲁诺为其大司铎（archchaplain）。

### 洛林公爵
953年，奥托一世的女婿洛林公爵康拉德起兵叛乱，与此同时科隆大主教出缺，布鲁诺随即被命令接任。科隆大主教的辖区與洛林公国有很大的重叠，在这一关键时期奥托一世任命亲戚接任科隆大主教，就等于在洛林公国打下了一根楔子。明年，叛军土崩瓦解，奥托一世褫夺了康拉德的爵位，一并授予布鲁诺。959年两个洛林当地贵族戈德弗鲁瓦一世和腓特烈一世分别被任命为下洛林和上洛林边境伯爵。布鲁诺死后，这两个边境伯爵皆被升格为公爵。自此洛林公国被一分为二，僅於1033年～1044年在戈特隆一世治下短暂统一。
由于身兼科隆大主教和洛林公爵，布鲁诺成为国内一人之下万人之上的人。954年西法兰克国王路易四世去世后，其权臣大于格也在956年去世。由于二人都娶了東法蘭克國王亨利一世的女儿，布鲁诺也就成为了他们二人共同的妻舅，也是新王洛泰尔的娘舅。凭借这层关系，布鲁诺和大于格之子于格共同担任西法兰克王国的摄政。

### 科隆大主教
布鲁诺在科隆的教廷是当时德意志学术和艺术的中心，远胜于其兄羅馬人的國王奥托一世的宫廷，后者经常搬迁，而且万事以军事为出发点。維洛納的拉西留斯與克雷莫纳的柳特普兰德等人都曾在布鲁诺的教廷中供職。许多下一代德意志圣职者中的翘楚都曾在他的教廷中受训，例如列日的埃瓦拉克鲁斯、图勒的圣杰拉尔德、凡尔登主教威尔弗里德，以及梅斯主教希尔德里克。
布鲁诺在科隆享受近乎皇家的待遇。实际上，神聖羅馬皇帝奥托一世赋予布鲁诺和继任大主教们许多通常是皇室才有的特权：建造城墙、设立集市、铸造货币與开征税费—例如向犹太人收取的保护费、市场营业税，及莱茵河运输税等。尽管继任的科隆大主教没有继承布鲁诺的洛林公爵头衔，他们仍然是科隆地区无论是世俗还是宗教上的绝对统治者，直到三个世纪以后的沃林根之战他们的权势才有所收敛。
布鲁诺对中世纪的科隆影响巨大。不只是建造宫殿，更把科隆大教堂扩建到足以媲美圣彼得大教堂的地步（布鲁诺的教堂於1248年被焚毁）。他开发了城墙以内从罗马城墙到莱茵河的市区，并在此建立了献给都爾的瑪爾定的教堂，在北城墙外建立了献给圣安德鲁的教堂，另外还在城外西南建了一座献给聖潘捷列伊蒙的本笃会修道院。

### 去世
962年以后，当奥托一世离开德意志前往意大利时，布鲁诺被指定為监国。964年布鲁诺把圣巴多克禄的圣髑从特鲁瓦请到了索斯特的圣巴多克禄教堂。布鲁诺於965年在兰斯去世，葬在科隆城外圣庞大良修道院中。

## 引用
- Timothy Reuter, Germany in the early Middle Ages (1991, Longman. ISBN 0-582-49034-0 )
- Pierre Riché, The Carolingians: a family who forged Europe (trans. Michael Idomir Allen, 1993, University of Pennsylvania Press. ISBN 0-8122-1342-4)
- Carl Dietmar and Werner Jung, Kleine illustrierte Geschichte der Stadt Köln (9th edition, 2002, J. P. Bachem Verlag, Köln. ISBN 3-7616-1482-9)
- Cora E.Lutz, Schoolmasters of the Tenth Century. Archon Books 1977.

| 伟人布鲁诺 奧托王朝出生于：925年5月逝世於：965年10月11日 | 伟人布鲁诺 奧托王朝出生于：925年5月逝世於：965年10月11日 | 伟人布鲁诺 奧托王朝出生于：925年5月逝世於：965年10月11日                            |
| 天主教會職銜                                             | 天主教會職銜                                             | 天主教會職銜                                                                        |
| -------------------------------------------------------- | -------------------------------------------------------- | ----------------------------------------------------------------------------------- |
| 前任者： 維希弗里德                                      | 科隆大主教 953年—965年                                   | 繼任者： 福爾克馬爾                                                                 |
| 統治者頭銜                                               |                                                          |                                                                                     |
| 前任者： 康拉德                                          | 洛林公爵 954年—965年                                     | 繼任者： 分裂為上洛林和下洛林 分別由副公爵上洛林公爵腓特烈一世和 下洛林公爵里奇繼承 |